# Dubiny
Dubiny – podlaszucka wieś w Polsce położona w województwie podlaskim, w powiecie hajnowskim, w gminie Hajnówka.

## Części wsi
| SIMC    | Nazwa     | Rodzaj    |
| ------- | --------- | --------- |
| 0029676 | Cegielnia | część wsi |

Prawosławni mieszkańcy należą do miejscowej parafii Zaśnięcia Najświętszej Maryi Panny, a wierni kościoła rzymskokatolickiego do parafii Podwyższenia Krzyża Świętego i św. Stanisława, Biskupa i Męczennika w Hajnówce.

## Gospodarka i zatrudnienie
Na obszarze wsi w 2008 działało 25 podmiotów gospodarczych, część mieszkańców pracowała w większych zakładach w Hajnówce i Narwi. Rolnicy zajmują się produkcją roślinną, dysponując glebami IV-VI klasy.
W miejscowości działa Gminny Ośrodek Kultury oraz biblioteka.

## Historia
Miejscowość powstała w 1639 roku. Wieś leśnictwa białowieskiego w ekonomii grodzieńskiej w drugiej połowie XVII wieku.
Dubiny to dawna wieś królewska ekonomii brzeskiej, która w końcu XVIII wieku położona była w powiecie brzeskolitewskim województwa brzeskolitewskiego Wielkiego Księstwa Litewskiego.
W XIX wieku należała do powiatu prużańskiego. Według Słownika geograficznego Królestwa Polskiego wieś liczyła 83 domy, a zamieszkiwało ją 523 mieszkańców; posiadała 959 działek włościańskich i 120 działek cerkiewnych.
Według Powszechnego Spisu Ludności z 1921 roku Dubiny liczyły 116 domów i zamieszkiwane były przez 578 osób (302 kobiety i 276 mężczyzn). Większość mieszkańców wsi (531 osób) zadeklarowała wówczas wyznanie prawosławne, pozostali podali kolejno: wyznanie rzymskokatolickie (27 osób) oraz wyznanie mojżeszowe (20 osób). Pod względem narodowościowym większość mieszkańców była Białorusinami (526 osób), resztę stanowili: Polacy (47 osób) i Rusini (5 osób). W okresie międzywojennym miejscowość znajdowała się w powiecie bielskim w gminie Łosinka.
W latach 1954–1971 wieś należała i była siedzibą władz gromady Dubiny. W latach 1975−1998 miejscowość administracyjnie należała do województwa białostockiego.
Według stanu z 31 grudnia 2012 mieszkało tu 796 stałych mieszkańców.

## Zabytki
- Murowana cerkiew prawosławna pod wezwaniem Zaśnięcia Przenajświętszej Bogurodzicy z 1872[13], która powstała na miejscu starej, zbudowanej w XVIII wieku. Dawna cerkiew przeniesiona została do Rogacz, gdzie funkcjonuje do dziś jako świątynia parafialna. Ikonostas dębowy, rzeźbiony, ufundował proboszcz Parteniusz Bazylewski. Po II wojnie światowej cerkiew została bogato wyposażona w obramowanie ikon przez miejscowego rzeźbiarza. Świątynia parafialna.
- Kaplica św. Tomasza z 1898[13]. Znajduje się przy linii kolejowej Hajnówka – Cisówka, na uboczu wsi. Zbudowana z fundacji dzieci ks. Parfienija Bazylewskiego, byłego proboszcza parafii prawosławnej w Dubinach. W 1940 kaplica została zdewastowana przez wojska radzieckie. Urządzono w niej magazyn wojskowy. W 1945 kaplicę odnowiono.
- Drewniana zabudowa wsi[13]

Wartości historyczno-kulturowe posiadają także cmentarze z XVII i XIX wieku.

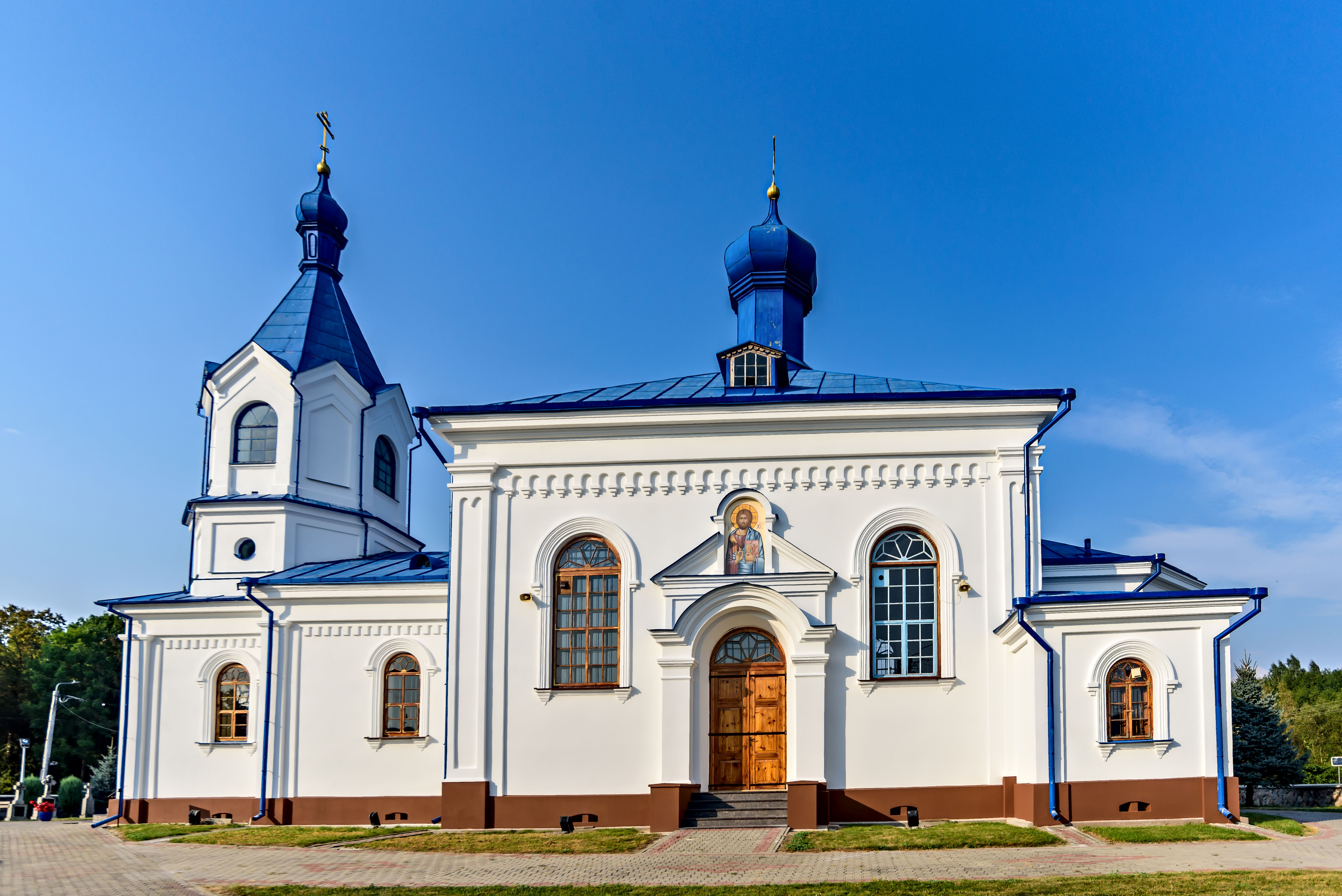
Cerkiew prawosławna Zaśnięcia Przenajświętszej Bogurodzicy
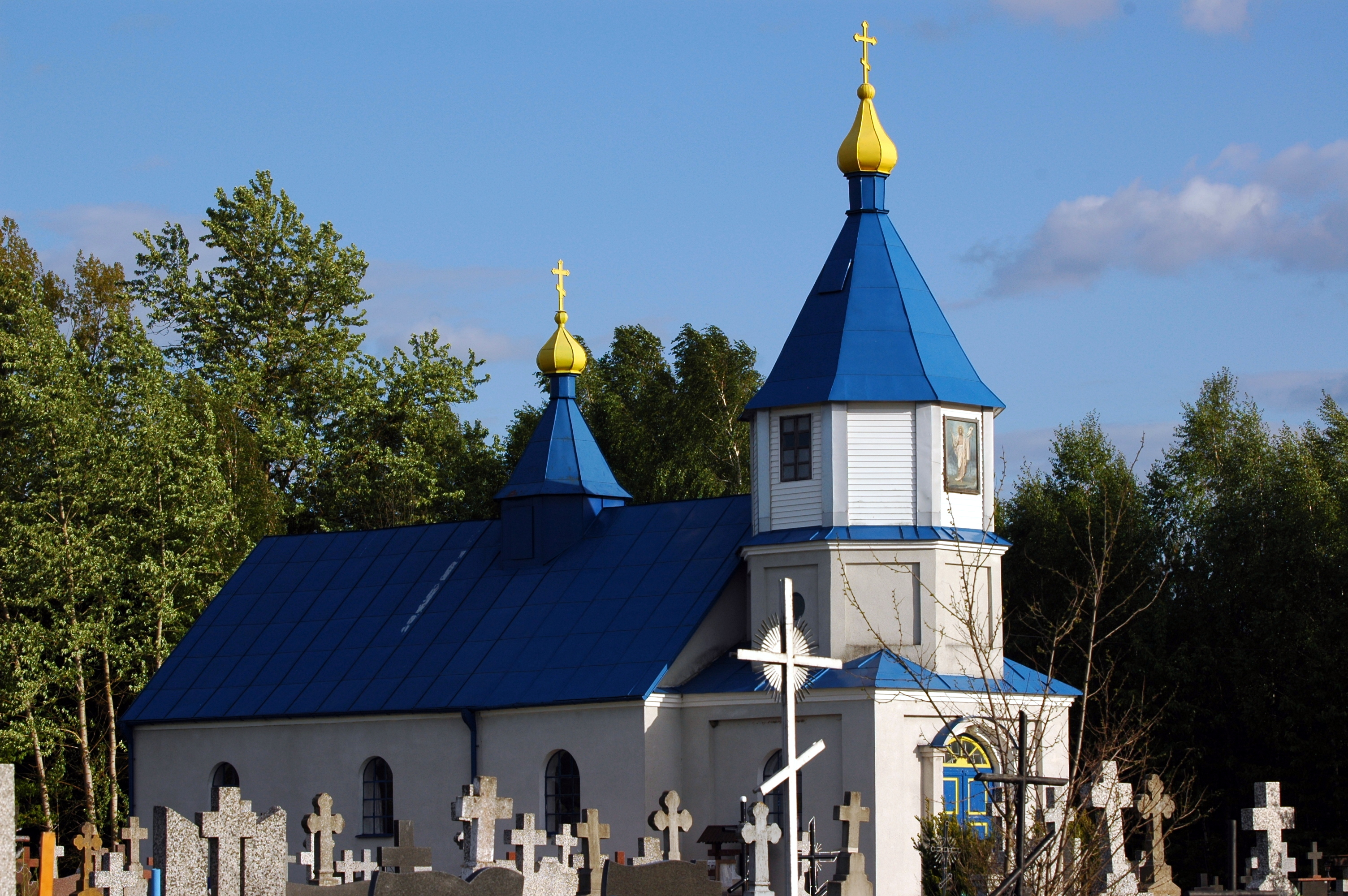
Cerkiew cmentarna św. Proroka Eliasza
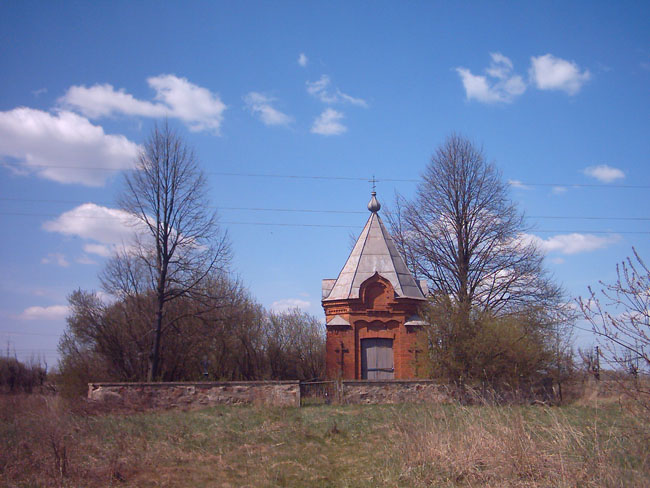
Kaplica św. Tomasza (Grobowiec Bazylewskich) z 1898
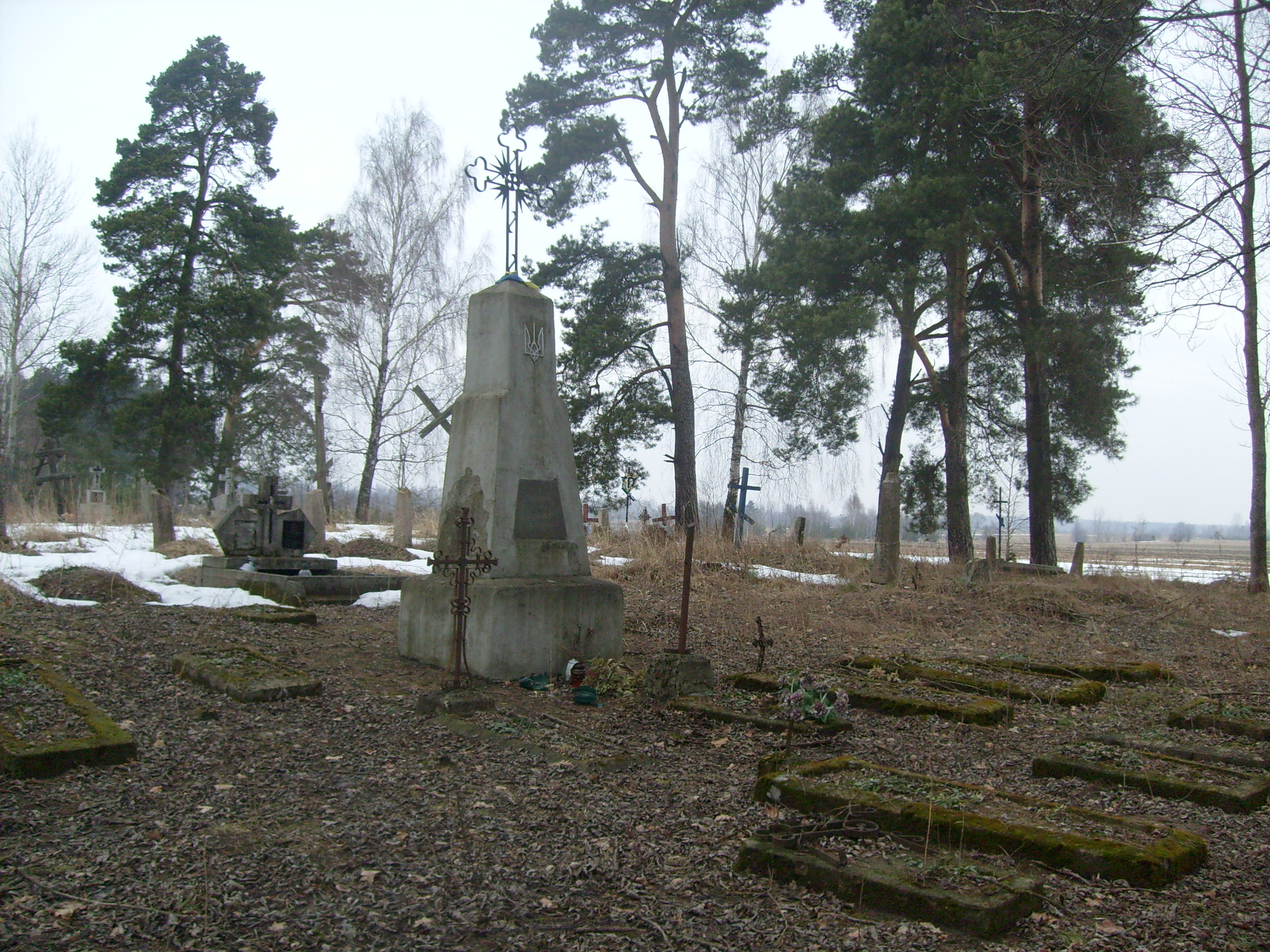
Stary, nieczynny od kilkudziesięciu lat cmentarz prawosławny